# Луи (граф Бигорра)
Луи (Людовик; фр. Louis; умер около 1000) — граф Бигорра (около 956/985 — около 1000) из Бигоррской династии.

## Биография
Луи родился около 940 года и был сыном скончавшегося в 956 году графа Бигорра Раймона I Дата.
Хронология преемственности в графстве Бигорр во второй половине X века до сих пор историками точно не установлена. В данной Луи в 960 году монастырю Сен-Савин-де-Лаведан хартии он назван преемником своего отца. Это подтверждается и другими документами, подписанными этим графом. Однако в датированной 983 годом хартии, в настоящее время достоверность которой подвергается историками серьёзному сомнению, графом Бигорра назван брат Луи Арно I. Поэтому некоторые историки предполагают, что графу Раймону I Дату наследовал умерший около 985 года Арно I, преемником которого и стал Луи.
Около 965 года Луи вступил в брак со своей троюродной сестрой Амерной (Анермой), возможно, дочерью виконта Лаведана Анера Манса. Так как браки между близкими родственниками были запрещены церковью, для получения разрешения на брак граф Бигорра подкупил епископа Бигорра Амелия, передав тому земельное владение Бёссан (Beussens). Позднее Амелий раскаялся в своём поступке и отдал эти земли монастырю Сен-Оренс-де-Лаведан, однако брак так и не был расторгнут.
Бездетный граф Луи умер около 1000 года. Следующим графом Бигорра стал его племянник Гарсия Арно, сын Арно I.